# Oleksandr Polivoda
Oleksandr Mychajlovyč Polivoda (in ucraino Олександр Михайлович Поливода?; Charkiv, 31 marzo 1987) è un ciclista su strada e pistard ucraino, attivo tra gli Elite UCI dal 2013 e tre volte campione nazionale, due in linea e una a cronometro.

## Carriera
Dall'esordio nella categoria Under-23 con il team Filmop nel 2006, all'ultimo anno da dilettante Elite con la General Store Mantovani nel 2012, Polivoda è attivo perlopiù nelle gare del calendario italiano, vincendo in tutto sette corse, tra cui, nel 2012, il Gran Premio Colli Rovescalesi. Nel 2011 e nel 2012 conclude al terzo posto la prova in linea Elite dei campionati ucraini, successivamente nel 2012 si classifica 87º nella prova in linea Elite dei campionati del mondo di Valkenburg vinta da Philippe Gilbert.
Il 15 novembre 2012 è deferito dall'Ufficio di Procura Antidoping del CONI a causa di una positività alla catina riscontrata al termine del Piccolo Giro di Lombardia; la richiesta di squalifica è di quattro mesi. Nella stagione 2013 è sotto contratto come professionista con la squadra Continental svizzera Atlas Personal-Jakroo, e si aggiudica una tappa al Tour of Qinghai Lake.
Nel 2014, correndo con la formazione ucraina Kolss Cycling Team, vince una frazione e la classifica finale al Giro di Slovacchia, e un'altra tappa al Tour of Qinghai Lake. Dal 2015 al 2017, sempre in maglia Kolss, fa sue numerose altre corse dei circuiti continentali, tra cui nel 2015 il Tour of Mersin e la Five Rings of Moscow a tappe, e nel 2016 il CCC Tour - Grody Piastowskie, oltre a diverse frazioni del Tour of Qinghai Lake. Nel 2016 è anche campione nazionale Elite in linea, e nel 2017 campione nazionale a cronometro. Nel 2018 è attivo prima con la formazione azera Synergy Baku, poi con i cinesi della Ningxia Sports Lottery; in stagione è per la seconda volta campione nazionale in linea.

## Palmarès
- 2009 (Brunero Camel Pedalando in Langa)

Gran Premio Somma
- 2010 (Brunero Camel Pedalando in Langa)

Trofeo Marcoli
- 2012 (General Store Mantovani Cicli)

Circuito Casalnoceto
Circuito Silvanese
Gran Premio Colli Rovescalesi
Trofeo Bruno e Carla Cadirola
Gran Premio Somma
- 2013 (Atlas Personal-Jakroo, una vittoria)

5ª tappa Tour of Qinghai Lake (Tianjun > Xihaizhen)
- 2014 (Kolss Cycling Team, tre vittorie)

2ª tappa Okolo Slovenska (Stropkov > Liptovský Hrádok)
Classifica generale Okolo Slovenska
1ª tappa Tour of Qinghai Lake (Xining > Xining)
- 2015 (Kolss-BDC Team, sei vittorie)

1ª tappa Tour of Mersin (Ören > Yanışlı)
Classifica generale Tour of Mersin
3ª tappa Five Rings of Moscow (Mosca > Mosca)
Classifica generale Five Rings of Moscow
Race Horizon Park 2
3ª tappa Tour of Qinghai Lake
- 2016 (Kolss-BDC Team, sei vittorie)

1ª tappa CCC Tour - Grody Piastowskie (Chojnów > Złotoryja)
Classifica generale CCC Tour - Grody Piastowskie
Campionati ucraini, Prova in linea
1ª tappa Tour de Bulgarie (Ivajlovgrad > Elena)
- 2017 (Kolss Cycling Team, cinque vittorie)

1ª tappa Tour d'Azerbaïdjan (Baku > İsmayıllı)
Campionati ucraini, Prova a cronometro
8ª tappa Tour of Qinghai Lake (Menyuan > Ping'an)
9ª tappa Tour of Qinghai Lake (Ping'an > Linxia)
2ª tappa Tour of Xingtai (Qili > Qili)
- 2018 (Synergy Baku/Ningxia Sports Lottery, due vittorie)

Campionati ucraini, Prova in linea
2ª tappa Tour de Singkarak (Sawahlunto > Dharmasraya)

### Altri successi
- 2018 (Ningxia Sports Lottery)

Classifica a punti Tour de Singkarak
Classifica scalatori Tour de Singkarak

## Piazzamenti

### Competizioni mondiali
- Campionati del mondo su strada

Varese 2008 - In linea Under-23: 61º
Mendrisio 2009 - In linea Under-23: 44º
Limburgo 2012 - In linea Elite: 87º
Ponferrada 2014 - In linea Elite: ritirato
Richmond 2015 - In linea Elite: ritirato
- Campionati del mondo su pista

Bordeaux 2006 - Scratch: 19º
Palma di Maiorca 2007 - Corsa a punti: 10º

### Competizioni continentali
- Campionati europei

Glasgow 2018 - In linea Elite: ritirato
Alkmaar 2019 - In linea Elite: ritirato
- Giochi europei

Baku 2015 - In linea: ritirato